# Seznam ministrů dopravy Slovenské republiky
Seznam ministrů dopravy Slovenské republiky uvádí chronologický přehled ministrů tohoto resortu ve slovenské vládě.
| Pořadí | Jméno            | Nominovaný | Od                | Do                | Poznámka                                              |
| ------ | ---------------- | ---------- | ----------------- | ----------------- | ----------------------------------------------------- |
| 1.     | Vladimír Pavle   |            | 23. duben 1991    | 24. červen 1992   |                                                       |
| 2.     | Roman Hofbauer   | HZDS       | 24. červen 1992   | 15. březen 1994   | Ministerstvo dopravy a spojů                          |
| 3.     | Mikuláš Dzurinda | KDH        | 15. březen 1994   | 13. prosinec 1994 | Ministerstvo dopravy, spojů a veřejných prací         |
| 4.     | Alexander Rezeš  | HZDS       | 13. prosinec 1994 | 16. duben 1997    |                                                       |
| 5.     | Ján Jasovský     | HZDS       | 16. duben 1997    | 30. říjen 1998    |                                                       |
| 6.     | Gabriel Palacka  | KDH        | 30. říjen 1998    | 11. srpen 1999    |                                                       |
| 7.     | Jozef Macejko    | SDKÚ       | 11. srpen 1999    | 22. červen 2002   |                                                       |
| 8.     | Ivan Mikloš      | SDKÚ       | 22. červen 2002   | 15. říjen 2002    |                                                       |
| 9.     | Pavol Prokopovič | SDKÚ       | 16. říjen 2002    | 4. červenec 2006  |                                                       |
| 10.    | Ľubomír Vážny    | SMER-SD    | 4. červenec 2006  | 8. červenec 2010  |                                                       |
| 11.    | Ján Figeľ        | KDH        | 9. červenec 2010  | 4. duben 2012     | Ministerstvo dopravy, výstavby a regionálního rozvoje |
| 12.    | Ján Počiatek     | SMER-SD    | 4. duben 2012     | 23. březen 2016   |                                                       |
| 13.    | Roman Brecely    | #SIEŤ      | 23. březen 2016   | 31. srpen 2016    |                                                       |
| 14.    | Árpád Érsek      | Most-Híd   | 31. srpen 2016    | 20. březen 2020   |                                                       |
| 15.    | Andrej Doležal   | Sme rodina | 21. březen 2020   | 15. květen 2023   |                                                       |
| 16.    | Pavol Lančarič   | nezávislý  | 15. květen 2023   | 25. říjen 2023    |                                                       |
| 17.    | Jozef Ráž ml.    | SMER-SD    | 25. říjen 2023    | úřadující         |                                                       |